# Clusia polyandra
Clusia polyandra är en tvåhjärtbladig växtart som först beskrevs av Vesque, och fick sitt nu gällande namn av J. J. Pipoly. Clusia polyandra ingår i släktet Clusia och familjen Clusiaceae. Inga underarter finns listade i Catalogue of Life.